# 금융위기

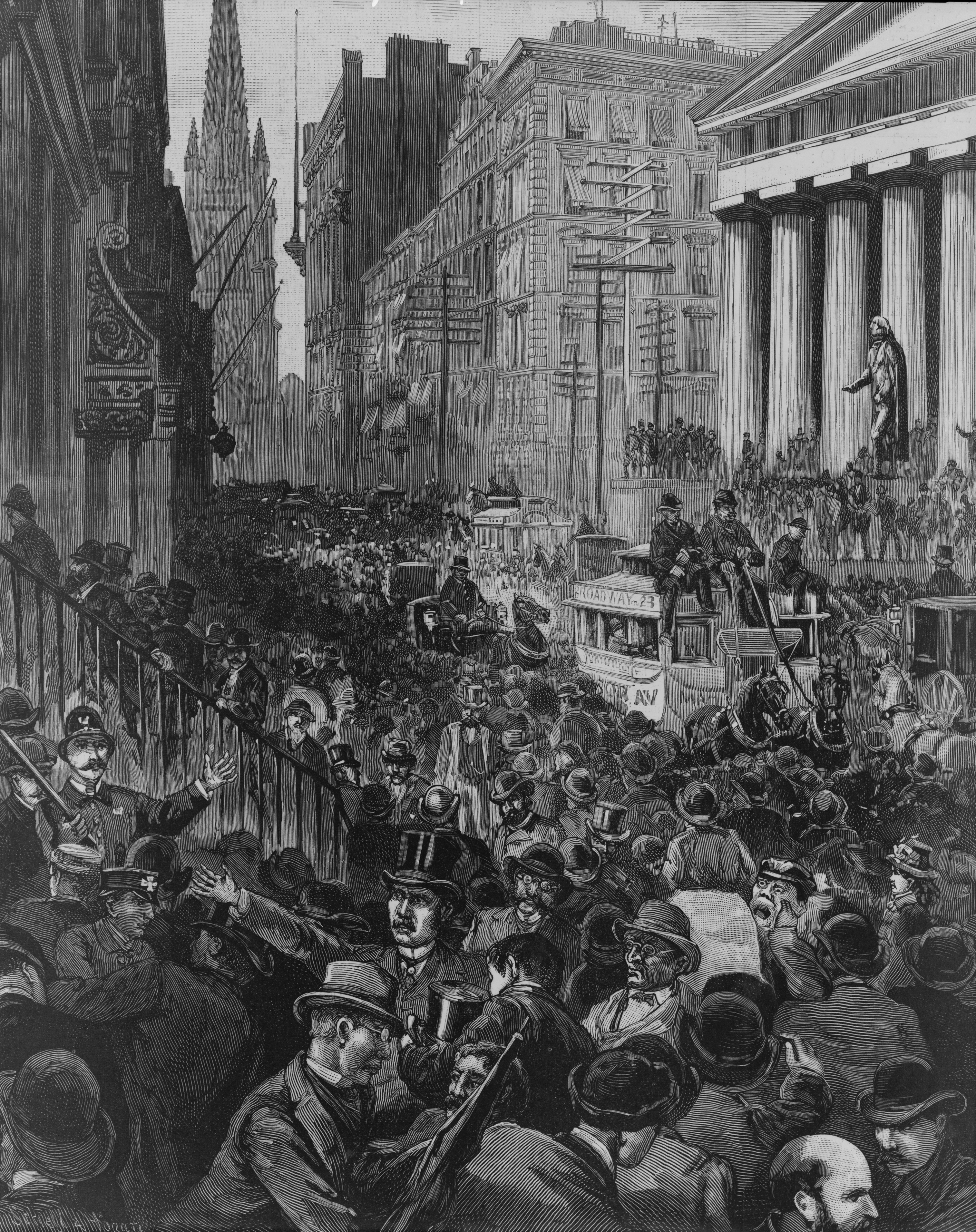

금융위기(金融危機)는 금융에서 비롯된 경제위기이다.

## 역사

### 19세기 이전
- 1637년 튤립 파동

### 19세기
- 1884년 공황
- 1893년 공황
- 1896년 공황

### 20세기
- 1907년 공황
- 1929년 월스트리트 대폭락
- 1973년 석유 위기
- 검은 월요일 (1987년)
- 저축대부조합 위기
- 일본의 거품 경제 붕괴
- 검은 수요일
- 아시아 금융 위기
- 1998년 러시아 금융 위기

### 21세기
- 아르헨티나 경제 위기
- 닷컴 버블
- 2007~2008년 세계 금융 위기
- 유럽 국가 부채 위기
- 그리스 국가 부채 위기
- 2014~2015년 러시아 경제 위기
- 2020년 주가 대폭락
- 2022년 러시아의 우크라이나 침공의 경제적 영향

## 같이 보기
- 2007~2010년 금융 위기
- 달러 위기
- 뱅크런
- 콘드라티예프 파동
- 부동산 거품
- 2007-2008년 세계 식료품 가격 위기
- 대공황
- 서브프라임 모기지 사태